# Na istarski način (1985.)
Na istarski način, hrvatski dugometražni film iz 1985. godine.